# 斑點三鰭鰨
斑點三鰭鰨（学名：Trinectes maculatus）為輻鰭魚綱鰈形目鰨亞目無臂鰨科的其中一種，分布於中西大西洋區，從美國麻州至佛羅里達、墨西哥灣至巴拿馬淡水、半鹹水及海域，棲息深度0-75公尺，體長可達20公分，棲息在底層水域，生活習性不明。
其种加词“maculatus”意为“有斑点的”。